# Хуан Цзытао
Хуан Цзытао (кор. 황쯔타오, кит. 黄子韬; род. 2 мая 1993 года, Циндао, Китай) — наиболее известный под сценическим псевдонимом Z.Tao / Tao, — китайский рэпер, певец, актёр, автор песен и мастер боевых искусств, бывший участник южнокорейско-китайской группы EXO.

## Биография

### Ранние годы
Тао родился 2 мая 1993 года в Циндао, Китай. Будучи ребёнком, он не хотел заниматься боевыми искусствами, но его заставили родители. 10 лет занимался ушу и йогой. В шестилетнем возрасте Тао выиграл национальные соревнования по ушу.
В студенческие годы подрабатывал в Starbucks.
Когда Тао пришёл на прослушивание по поиску талантов «MBC Star Audition», в отличие от стандартных певческих и танцевальных выступлений продемонстрировал приемы ушу. Необычные навыки сразу же были отмечены представителями S.M. Entertainment.

### 2010—2015: EXO
В 2010 году Тао прошёл кастинг в своем городе Циндао и стал трейни S.M. Entertainment. Период стажировки Цзытао составил меньше года. 7 декабря 2011 года был представлен третьим участником EXO под псевдонимом Тао в тизере, выпущенном на официальном канале S.M. Entertainment. Впервые он показал себя 29 декабря в корейской музыкальной программе «SBS Gayo Daejeon». В последующие года EXO показала себя крайне успешной группой.
В конце 2013 года Цзытао принял участие в программе «Splash!» («Всплеск!») от MBC, в которой звезды занимались дайвингом. Однако после выпуска четырёх эпизодов шоу закрыли, так как несколько участвующих знаменитостей (включая Цзытао) получили травму. Таким образом выпуск программы продолжался с 23 августа по 13 сентября 2013 года.
В 2014 году Тао появился в клипах Zhang Liyin на синглы «Agape» (5 августа) и «Not Alone» (22 сентября). В этих клипах он играл главную роль вместе с Викторией Сонг. Также Тао участвовал в записи двух песен Чжоу Ми из его альбома «Rewind» («Rewind» и «Love Tonight»), для которых написал рэп.
В том же году Цзытао участвовал в съемках шоу «Law of the Jungles» («Закон Джунглей») на Соломоновых островах. К несчастью, он был вынужден покинуть съемки, так как поранил ногу об коралловый риф. Эпизоды шоу транслировались с 17 по 31 октября.

### 2015: судебный иск против S.M. Entertainment,T.A.O.иZ.TAO
В мае 2015 Тао выступил в качестве прототипа персонажа мобильной игры Chao Shen Zhan Dui (Almighty Team). Во время презентации нового продукта, состоявшейся 5 июня, парень открыто рассказал, как все это время боролся со стрессом, полученным за три года работы в составе EXO, а также поделился впечатлениями от своего путешествия по Лос-Анджелесу, обучения музыке и каникул, проведенных вместе с мамой.
11 июня 2015 года Тао открыл в Китае своё агентство — «Huang Z.TAO Studio».
23 июля 2015 года Тао официально дебютировал с сольным мини-альбомом «T.A.O.». Его ожидал успех в китайской индустрии музыки: в первую же неделю после выпуска цифровые продажи альбома составили 670 тысяч.
19 августа 2015 года Тао опубликовал второй бесплатный мини-альбом «Z.TAO», главной песней которого является «Crown». Альбом откладывался из-за взрывов в Тяньцзине. Два концерта были также отменены.
Первый сольный концерт Цзытао прошёл 23 августа в пекинском выставочном центре в качестве благотворительной акции для тех, кто пострадал во время взрывов в Тяньцзине. Он исполнил восемь песен (включая те, что входили в «T.A.O»).
24 августа 2015 Тао официально подал иск о расторжении контракта с S.M. Entertainment. Причиной его ухода была угроза здоровью: появились осложнения после травмы лодыжки, полученной на соревнованиях «Idol Star Athletics Championships». Будучи участником EXO, Цзытао не раз получал увечья. После ухода из EXO отправился в путешествие в США. Но поддерживал связь с поклонниками через социальные сети.
В том же году был выпущен клип на песню «Crown». Он представляет собой короткий фильм длительностью семь минут, продюсером которого выступил Ник Ленц. Тао сам выполнял трюки и боевые движения в сценах драки. Австралийская модель и актриса Джессика Гомес и актёр Джефф Кобер также приняли участие в съемках.
19 сентября Тао посетил Лондонскую неделю моды по специальному приглашению Versus Versace.
В октябре 2015 по прототипу Тао вновь был выпущен персонаж в онлайн-игре «I Am the Sovereign».
15 октября 2015 года Цзытао опубликовал сингл «Reluctantly» — эмоциональную балладу о прошедшей любви. Продюсером был он сам и обладатель премии «Грэмми» Андрос Родригез. На «MIGU Music Awards» Тао получил свою первую награду в номинации «Лучшее сценическое выступление» и исполнил «Reluctantly».
20 октября 2015 канал Anhui TV сообщил, что Z.Тао станет постоянным участником шоу «Законы Джунглей»
28 ноября 2015 года на SZTV Тао представил своё первое реалити-шоу «Charming Daddy».
Цзытао написал и выпустил песню «I Am the Sovereign» (我是大主宰) для одноименной игры. Трек достиг первой позиции в китайском чарте Billboard и занимал её неделю начиная с 5 декабря 2015 года.

### 2016:The Road
12 января 2016 года Цзытао выиграл в номинации «Самый влиятельный певец» на Mobile Video Awards (Miopai Awards), где он исполнил песню «Alone». Позднее, 29 января, он был приглашен в качестве гвоздя программы на SoYoung 2016 Live Concert Tour, где участвовали многие другие начинающие китайские музыканты. Там он выступил с пятью песнями («Reluctantly», «Crown», «M.O.M.», «I Am the Sovereign» и «Feel Awake») и победил в номинации «Самый популярный исполнитель».
В марте Тао сообщил, что работает над новым альбомом, который называется «The Road». Для записи и совместной работы с Ником Ленцем Цзытао отправился в Лос-Анджелес. В альбоме должно было состоять четыре песни, к каждой из которых прилагался бы клип. Лид-сингл «The Road» был написан самим певцом в течение шести месяцев и выпущен 22 апреля. 29 апреля на эту песню был выпущен клип.
1 мая в Нанкине стартовал тур в поддержку альбома. В то же время Тао представил музыкальное видео на песню «Hello, Hello», записанное при участии американского рэпера Уиз Халифы.
6 мая 2016 года представил песню «Underground King».
5 июня под лейблом Huang Zitao Studio был выпущен физический сингл «Adore», который занимал первое место в чарте продаж Yinyuetai V Chart 6 недель подряд. Он получил платиновую сертификацию в Китае.
22 августа вышел альбом «The Road». Ограниченный выпуск тиражом в 8888 копий был распродан. Через минуту после начала предпродаж прибыль от продаж достигла 500 000 юаней, и альбом занял первое место в чартах по продажам. В конце 2016 года на церемонии Tencent Star Awards Цзытао победил в номинации «Самый влиятельный певец».
В апреле 2017 года Цзытао стал представителем 17-й церемонии Top Chinese Music Awards, где позднее получил награду «Самый всесторонне развитый артист года». Весной 2017 года Хуан Цзытао запустил свой первый концертный тур «Promise» по Азии и выпустил одноименный сингл.

## Дискография

### Мини-альбомы
| Год        | Дата выпуска | Название                                                  | Трек-лист |      |         |          |                                     |
| ---------- | ------------ | --------------------------------------------------------- | --------- | ---- | ------- | -------- | ----------------------------------- |
| Год        | Дата выпуска | Название                                                  | Трек-лист | 2015 | 23 июля | «T.A.O.» | 1. T.A.O. 2. One Heart 3. Yesterday |
| 19 августа | «Z.TAO»      | 1. 皇冠 (Crown) 2. Cinderella Girl 3. Feel Awake 4. Alone |           | 2015 |         |          |                                     |

### Студийные альбомы
| Год  | Название   | Дата выпуска | Лейбл              | Трек-лист | Формат                                                                     | Пиковая позиция в чартах | Продажи                                                                            |
| Год  | Название   | Дата выпуска | Лейбл              | Трек-лист | Формат                                                                     | CHN Billboard V Chart    | Продажи                                                                            |
| ---- | ---------- | ------------ | ------------------ | --- | -------------------------------------------------------------------------- | ------------------------ | ---------------------------------------------------------------------------------- |
| 2016 | «The Road» | 22 августа   | Huang Zitao Studio | 1. The Road 2. Hello, Hello (feat. Wiz Khalifa) 3. Black White (AB) 4. Underground King 5. Adore 6. 19 Years Old (十九歲) 7. Mystery Girl 8. T.A.O 9. Imperial Crown (皇冠) 10. One Heart 11. Reluctantly (舍不得) 12. Cinderella Girl 13. I’m the Sovereign (我是大主宰) 14. Feel Awake 15. M.O.M 16. Alone 17. Yesterday | - 2 CD + DVD Special Edition - 2 CD + DVD (эксклюзив для Тайваня) - Онлайн | 1                        | - CHN: 500 000+ - CHN (ограниченный выпуск): 8888 - TW (ограниченный выпуск): 5000 |

### Сингл-альбомы
| Год  | Название | Дата выпуска | Лейбл              | Трек-лист | Пиковая позиция в чартах | Продажи      |
| Год  | Название | Дата выпуска | Лейбл              | Трек-лист | CHN Billboard V Chart    | Продажи      |
| ---- | -------- | ------------ | ------------------ | --------- | ------------------------ | ------------ |
| 2016 | «Adore»  | 5 июня       | Huang Zitao Studio | 1. Adore  | 1                        | CHN: 36.310+ |

### Синглы
| Год  | Название                           | Позиции в чартах      | Позиции в чартах     | Позиции в чартах    | Альбом          |
| Год  | Название                           | CHN Billboard V Chart | CHN CCTV Music Chart | CHN Billboard China | Альбом          |
| ---- | ---------------------------------- | --------------------- | -------------------- | ------------------- | --------------- |
| 2015 | «T.A.O.»                           | —                     | —                    | —                   | «T.A.O.»        |
| 2015 | «Yesterday»                        | —                     | 1                    | —                   | «T.A.O.»        |
| 2015 | «M.O.M.»                           | —                     | —                    | —                   | Цифровые синглы |
| 2015 | 舍不得 («Reluctantly»)             | —                     | —                    | —                   | Цифровые синглы |
| 2015 | «Intro (Vox Up)»                   | —                     | —                    | —                   | Цифровые синглы |
| 2016 | «The Road»                         | 2                     | —                    | —                   | «The Road»      |
| 2016 | «Underground King»                 | —                     | 1                    | —                   | «The Road»      |
| 2016 | «Hello, Hello» (feat. Wiz Khalifa) | 2                     | —                    | —                   | «The Road»      |
| 2016 | «Black White (AB)»                 | 2                     | —                    | —                   | «The Road»      |
| 2017 | «New Day»                          | —                     | —                    | —                   | «The Road»      |
| 2017 | «Promise»                          | —                     | —                    | 2                   | —               |
| 2017 | «Collateral Love»                  | —                     | —                    | 2                   | —               |
| 2017 | «揭穿» («Expose»)                  | —                     | —                    | 2                   | —               |
| 2017 | «还来得及» («Still in Time»)       | —                     | —                    | 1                   | —               |

### Записанные при участии Цзытао песни
| Год  | Исполнитель | Альбом | Название                    | Вклад          |
| ---- | ----------- | ------ | --------------------------- | -------------- |
| 2014 | Чжоу Ми     | Rewind | «Love Tonight»              | Текст для рэпа |
| 2014 | Чжоу Ми     | Rewind | «Rewind» (китайская версия) | Текст для рэпа |

### Саундтреки
| Год  | Название                         | Пиковая позиция в чартах | Пиковая позиция в чартах | Пиковая позиция в чартах | Альбом      | Предназначение                                                                |
| Год  | Название                         | CHN Billboard V Chart    | CHN Baidu King chart     | CHN Baidu Chart          | Альбом      | Предназначение                                                                |
| ---- | -------------------------------- | ------------------------ | ------------------------ | ------------------------ | ----------- | ----------------------------------------------------------------------------- |
| 2015 | «第一课 (The First Lesson)»      | —                        | —                        | —                        | First Class | Музыкальная тема для шоу 2015年《开学第一课》 («First Lesson of School 2015») |
| 2015 | «我是大主宰 (I’m the Sovereign)» | 1                        | —                        | —                        | —           | Музыкальная тема для 3D игры《我是大主宰》 («I’m the Sovereign»)              |
| 2016 | «十九岁 (19)»                    | 3                        | 1                        | 3                        | TBA         | OST к фильму《夏天十九岁的肖像》(«Грань невинности»)                          |

## Фильмография

### Фильмы
| Год  | Название на русском                             | Название на китайском | Роль    |
| ---- | ----------------------------------------------- | --------------------- | ------- |
| 2015 | «Тихое расставание»                             | «何以笙箫默»          | Вильям  |
| 2016 | «Железнодорожные тигры»                         | «铁道飞虎»            | Да Хай  |
| 2017 | «Правила игры»                                  | «游戏规则»            | Фан Цзе |
| 2017 | «Грань невинности» («Лето, портрет 19-летнего») | «夏天十九岁的肖像»    | Кан Цяо |

### Сериалы
| Год  | Название на русском                         | Название на китайском  | Роль         |            |
| ---- | ------------------------------------------- | ---------------------- | ------------ | ---------- |
| 2017 | «Китайская Одиссея: Люблю тебя миллион лет» | «大话西游之爱你一万年» | Чжи Цзуньбао | Веб-сериал |
| 2018 | «Переговорщики»                             | «谈判官»               | Се Сяофэй    |            |
| 2019 | «Самая яркая звезда в небе»                 | «夜空中最闪亮的星»     | Чжэн Босюй   |            |
| 2019 | Горячая кровь юности                        | 租界 少年 热血 档案    | У Цянь       |            |
| 2020 | Forever Forward                             | 热血 同行              | Chong Liming |            |
| 2022 | Роман в законе                              |                        | Лю Сюнь      |            |
| 2023 | Тёплое солнце зимой                         |                        | Сун Ян       |            |
| 2023 | Любя тебя                                   |                        | Ке Ми        |            |

### Шоу
| Год       | Дата                           | Название                                              | Канал             | Появление          | Примечания                                          |
| --------- | ------------------------------ | ----------------------------------------------------- | ----------------- | ------------------ | --------------------------------------------------- |
| 2012      | 9 июня                         | «Happy Camp» («Счастливый Лагерь»)                    | HBS: Hunan TV     | EXO-M              |                                                     |
| 2012      | 21 июля                        | «Happy Camp» («Счастливый Лагерь»)                    | HBS: Hunan TV     | EXO                |                                                     |
| 2013      | 8, 15 декабря                  | «Let’s Go Dream Team!»                                | KBS               | Гость              | 214 эпизод                                          |
| 2013      | 23 августа, 13 сентября        | «Splash!» («Всплеск!»)                                | MBC               | Основной состав    | 1-4 эпизоды                                         |
| 2013—2014 |                                | «Running Man»                                         | SBS               | EXO                | 171-172 эпизоды                                     |
| 2013—2014 | 28 ноября—13 февраля           | «EXO’s Showtime»                                      | MBC Every 1       | EXO                | 1-12 эпизоды                                        |
| 2014      | 27 марта                       | «EXO’s FIRST BOX»                                     |                   | EXO                | 1-4 эпизоды                                         |
| 2014      | 9—30 мая                       | «EXO XOXO Hot Moment»                                 | Mnet              | EXO                | 1-4 эпизоды                                         |
| 2014      | 15 августа—8 ноября            | «EXO 90:2014»                                         | Mnet              | EXO                | 4-5 эпизоды                                         |
| 2014      | 17, 24, 31 октября             | «Закон Джунглей: Соломоновы острова»                  | SBS               | Основной состав    | 130-133 эпизоды                                     |
| 2015      | 24 января                      | «With You All The Way»                                | ZRTG: Zhejiang TV | Гость              | 3 эпизод                                            |
| 2015      | 11 июля                        | «New Generation Sound of China 3» («Let’s Sing Kids») | HBS: Aniworld     | Наставник          | 3 эпизод                                            |
| 2015      | 21 августа—18 сентября         | «The Real Hero»                                       | JSBC: Jiangsu TV  | Гость              | 4-7 эпизод                                          |
| 2015      | 14 августа                     | «Day Day Up»                                          | HBS: Hunan TV     | Гость              |                                                     |
| 2015      | 9 августа                      | «Challenge the Impossible»                            | CCTV: CCTV-1      | Гость              |                                                     |
| 2015      | 20, 27 августа                 | «Kugou Interview»                                     | Kugou Music       | Гость              |                                                     |
| 2015      | 24 августа                     | «See You Monday»                                      | HBS: Hunan TV     | Гость              |                                                     |
| 2015      | 4 сентября                     | «The First Lesson 2015»                               | CCTV: CCTV-1      | Гость              |                                                     |
| 2015      | 10 октября                     | «Muse Dress»                                          | SMG: Dragon TV    | Приглашенный судья |                                                     |
| 2015      | 7 ноября                       | «People in News Interview»                            | HBS: Hunan TV     | Гость              |                                                     |
| 2015      |                                | «To Have You on This Road»                            |                   | Гость              | 3 эпизод                                            |
| 2015      |                                | «SurpLINEs EXO»                                       | Line TV           | EXO                |                                                     |
| 2015      | «Ding Ge Long Dong Qiang»      |                                                       |                   |                    |                                                     |
| 2015—2016 | 28 ноября—13 февраля           | «Charming Daddy»                                      | SZMG: Shenzhen TV | Основной состав    | 1-12 эпизоды                                        |
| 2016      | 5 февраля                      | «Ace vs Ace»                                          | ZRTG: Zhejiang TV | Гость              | 2 эпизод                                            |
| 2016      | 4 июня                         | «Super Show»                                          |                   | Гость              |                                                     |
| 2016      | 11 июня—27 августа             | «Rules of Our Own»                                    | AHBC: Anhui TV    | Основной состав    |                                                     |
| 2016      | 13, 20 августа                 | «Happy Camp»                                          | HBS: Hunan TV     | Гость              |                                                     |
| 2016      | 21 октября 2016—19 января 2017 | «Takes a Real Man»                                    | HBS: Hunan TV     | Основной состав    | 2 сезон                                             |
| 2016      | 5 ноября                       | «Happy Camp»                                          | HBS: Hunan TV     | Гость              | С составом шоу «Takes a Real Man»                   |
| 2016      | 24 декабря                     | «Happy Camp»                                          | HBS: Hunan TV     | Гость              | С актёрским составом фильма «Железнодорожные тигры» |
| 2017      | 20 января                      | «Ace vs Ace»                                          | ZRTG: Zhejiang TV | Гость              |                                                     |
| 2017      | 8 июля                         | «Happy Camp»                                          | HBS: Hunan TV     | Гость              |                                                     |

## Видеография
- 2012 — EXO — MAMA (Korean & Chinese)
- 2012 — EXO — History (Korean & Chinese)
- 2012 — EXO — What is love (Korean & Chinese)
- 2013 — EXO — Wolf (Korean & Chinese)
- 2013 — EXO — Growl (Korean & Chinese)
- 2014 — EXO — Overdose (Korean & Chinese)
- 2014 — Zhang Liyin — Agape
- 2014 — Zhang Liyin — Not Alone
- 2014 — Jo Suno Mo — Do you know (Cover)
- 2014 — Zhou Mi — Rewind (Chinese)
- 2015 — EXO — Call Me Baby (Korean & Chinese)
- 2015 — Z.Tao — T.A.O
- 2015 — Z.Tao — Reluctantly
- 2015 — Z.Tao — 皇冠 (Crown)
- 2015 — Z.Tao — I am the Sovereign
- 2016 — Z. Tao — The Road
- 2016 — Z. Tao — Hello, Hello ft. Wiz Khalifa
- 2016 — Z. Tao — Black White (AB)
- 2018 — Z. Tao — Beggar

## Концерты и концертные туры

### Концерты
| Дата проведения      | Название                 | Место  |
| -------------------- | ------------------------ | ------ |
| 23 августа 2015 года | Мини-концерт Хуан Цзытао | Пекин  |
| 1 мая 2016 года      | «The Road»               | Нанкин |

### Туры
| Дата проведения         | Место                   |
| Азиатский тур «Promise» | Азиатский тур «Promise» |
| ----------------------- | ----------------------- |
| 30 апреля               | Пекин                   |
| 6 мая                   | Нанкин                  |
| 20 мая                  | Тайбэй                  |
| 27 мая                  | Макао                   |

## Награды и номинации
| Год  | Церемония                             | Категория                              | Номинируемая работа | Результат |
| ---- | ------------------------------------- | -------------------------------------- | ------------------- | --------- |
| 2015 | Migu Music Awards                     | Лучшее выступление                     | Хуан Цзытао         | Победа    |
| 2016 | Mobile Video Festival (Miopai Awards) | Самый влиятельный певец                | Хуан Цзытао         | Победа    |
| 2016 | Tencent Star Awards                   | Самый влиятельный певец                | Хуан Цзытао         | Победа    |
| 2016 | Sina Weibo Night                      | Самый популярный певец                 | Хуан Цзытао         | Победа    |
| 2017 | 5th V Chart Awards                    | Самый всесторонне развитый артист года | Хуан Цзытао         | Победа    |
| 2017 | 17th Top Chinese Music Awards         | Самый всесторонне развитый артист года | Хуан Цзытао         | Победа    |
| 2017 | GMIC X Awards                         | Певец года                             | Хуан Цзытао         | Победа    |